# Маркевич, Агей Агеевич
Агей Агеевич Маркевич (12 декабря 1924, Красноярск, слобода Николаевка — 27 декабря 2002, Красноярск) — советский футболист, игрок в хоккей с мячом, футбольный тренер. Мастер спорта СССР по хоккею с мячом. Ветеран спорта РСФСР.
Чемпион ЦС ДСО «Трактор» по футболу (1948). Участник финальных игр на кубок РСФСР и СССР по хоккею с мячом (1950—1951). Неоднократный чемпион города и края по футболу и хоккею с мячом.
Участник Великой Отечественной войны. Награждён медалью «За боевые заслуги».
В 1950-х — 1970-х годах тренировал красноярскую футбольную команду «Локомотив»/«Рассвет»/Автомобилист, с которой в 1958 году дошёл до 1/4 Кубка СССР.